# Tétraborure d'erbium
Le tétraborure d'erbium (ErB4) est un composé inorganique, l'un des borures du lanthanide erbium. C'est un composé dur, avec un haut point de fusion (2 450 °C).
Il est notamment utilisé dans l'industrie des semi-conducteurs, dans la fabrication d'aubes pour turbine à gaz et de tuyères pour moteur-fusée.